# Ruprechtia coriacea
Ruprechtia coriacea là một loài thực vật có hoa trong họ Rau răm. Loài này được (H.Karst.) Benth. & Hook.f. ex B.D.Jacks. miêu tả khoa học đầu tiên..